# Tamara Garina
Tamara Frieor Bariaiova Hussey Schee (Tiflis, Georgia, 15 de octubre de 1901-Ciudad de México, 19 de octubre de 1979), conocida como Tamara Garina, fue una actriz rusa.

## Biografía y carrera
En 1946, debutó como actriz en la película mexicana Bailando en las nubes. 
Es recordada por su pequeño pero significativo personaje de la prostituta vieja que simboliza a la Muerte en Los caifanes (1967), película de Juan Ibáñez, en donde compartió escenas con Sergio Jiménez. También se le recuerda por el personaje de la tía Susana en la película de terror Más negro que la noche (1975), dirigida por Carlos Enrique Taboada y por su participación en muchas otras películas y escenas de miedo como, por ejemplo, en películas de El Santo.[cita requerida]

### Muerte
El 19 de octubre de 1979, Garina falleció en Ciudad de México a los 78 años de edad.

## Filmografía

### Cine
- ¡Pum! (1981)
- Morir de madrugada (1980) .... Casera anciana
- Milagro en el circo (1979)
- De nomás nosotros (1979)
- El jardín de los cerezos (1978)
- Vacaciones misteriosas (1977)
- Maten al león (1977)
- Divinas palabras (1977)
- El ministro y yo (1976) .... Tamarita
- Cuartelazo (1976)
- Más negro que la noche (1975) .... tía Susana
- Recodo de purgatorio (1975)
- Pistolero del diablo (1974) .... bruja
- Tráiganme la cabeza de Alfredo García (1974) .... abuela Moreno
- Viento salvaje (1974)
- Descenso del país de la noche (1974)
- Landrú (1973)
- La montaña del diablo (1973) .... La duquesa
- Había una vez un pillo (1973)
- Santo contra las lobas (1972) .... vieja loba
- Los cacos (1971)
- Pubertinaje (1971) .... (segmento "Una cena de Navidad")
- Las figuras de arena (1970)
- A Man Called Horse (1970) .... Mujer abandonada por la tribu Elk
- El despertar del lobo (1970)
- Mamá Dolores (1970)
- The Desperate Mission (1969)
- Cuernos debajo de la cama (1969)
- Santa (1969)
- The Candy Man (1969)
- El águila descalza (1969) .... Brigitte, paciente manicomio
- Anticlímax (1969) .... Invitada en una fiesta
- El hermano Capulina (1969)
- Las sicodélicas (1968) .... Tía Ermentrudis
- María Isabel (1968)
- Báñame mi amor (1968)
- Fando y Lis (1968) .... Papisa
- Los caifanes (1967) .... prostituta vieja/"fantasma del Correo" o La muerte
- Estrategia matrimonial (1967)
- El derecho de nacer (1966)
- Los mediocres (1966) .... (segmento "Las Cucarachas")
- Cuernavaca en primavera (1966) .... (segmento "El nido de amor")
- Los bienamados (1965) .... invitada en la fiesta (segmento "Tajimara")
- El beso de ultratumba (1963) .... amiga de Aurora
- A Life in the Balance (1955) .... Doña Lucrecia
- La ilusión viaja en tranvía (1954) .... pasajera gringa
- Bailando en las nubes (1946)

### Televisión
- Viviana (1978) .... Vera
- La bruja maldita (1967)